# Gare de Korosten
La gare de Korosten (en ukrainien : Коростень (станція)) est une gare ferroviaire située dans la ville de Korosten en Ukraine.

## Situation ferroviaire
La gare est exploitée par Pivdenno-Zakhidna zaliznytsia, partie de Ukrzaliznytsia.

## Histoire
La construction du chemin de fer Kiev – Kovel, en 1902, transforme la situation de la ville.

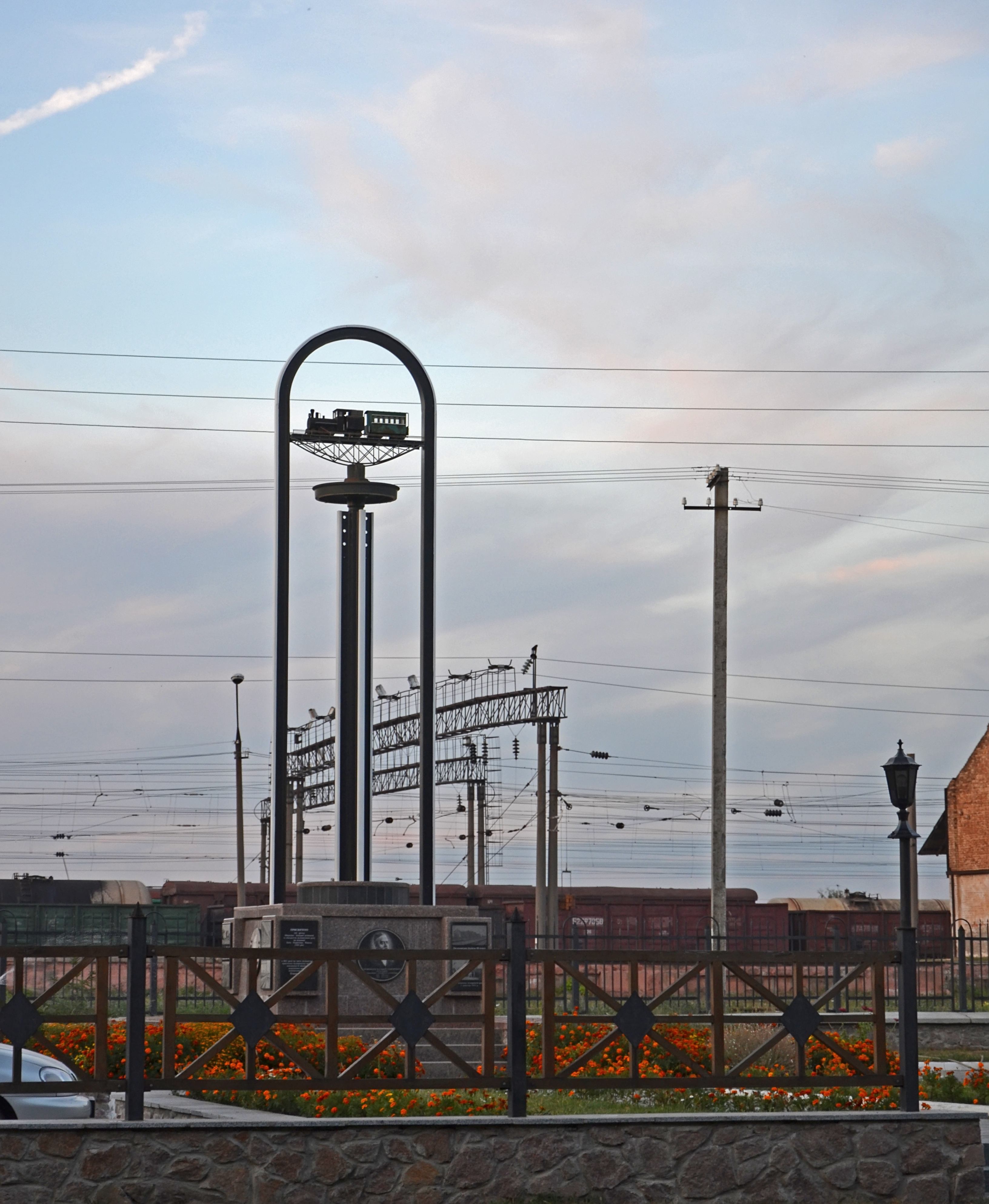
Monument aux employés du dépôt se soulevant lors de la révolution d'octobre, classé.

## Service des voyageurs

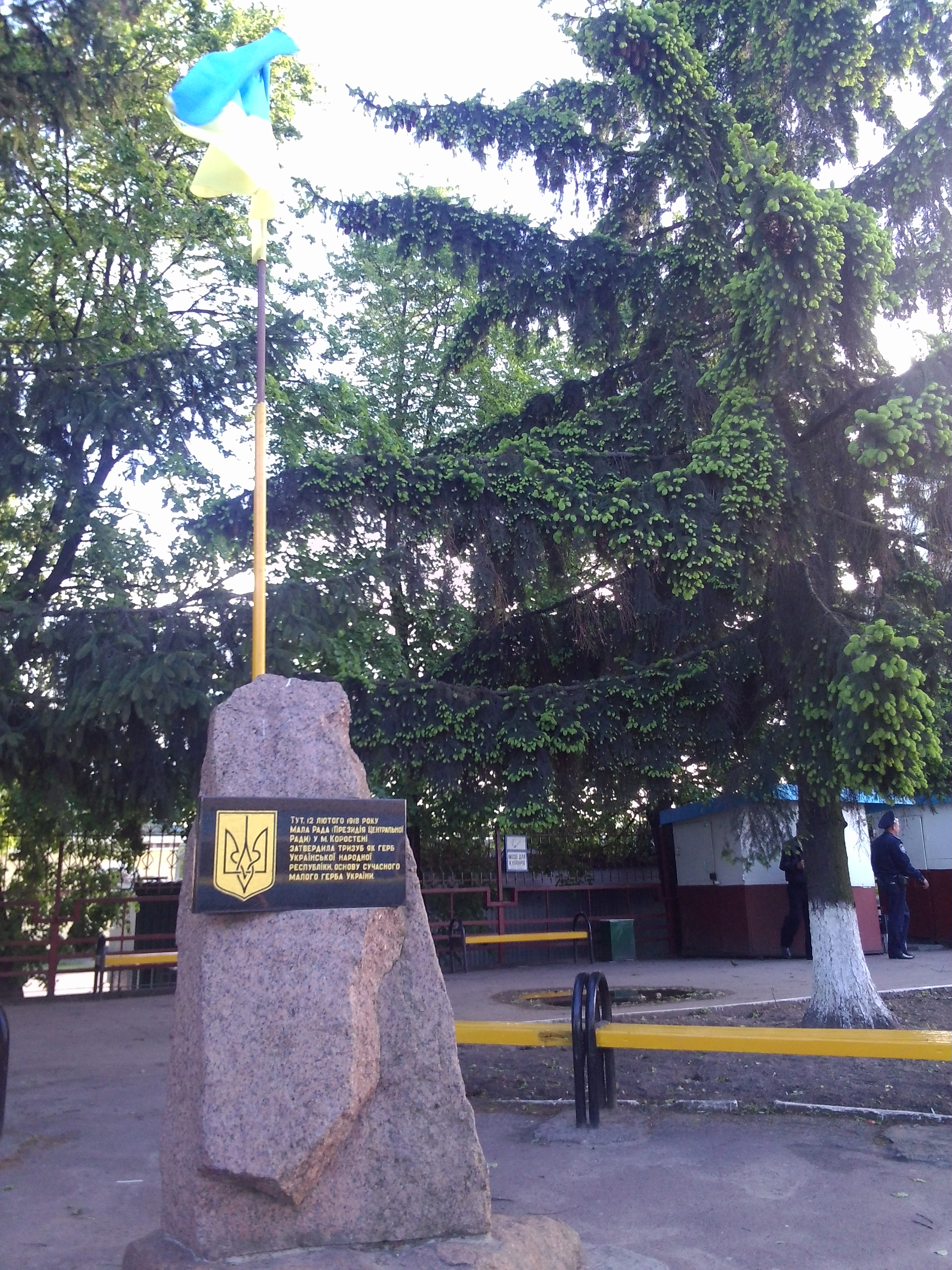
Mémorial devant la gare.

### Desserte
Lignes : 
- Korosten - Malyn - Gare de Kyiv-Volynskyi ;
- Korosten - Novograd - Volynsky - Chepetivka ;
- Korosten - Jytomyr - Berdychiv - Kozyatyn ;
- Korosten - Luhyny - Bilokorovychi - Olevsk - Sarny;
- Korosten - Ovroutch- Berejest  - Vistoupovitchi (gare frontière) - Speakers ;
- Korosten - Ovroutch - Velidnyky - Vozlyakove.